# Los hermanos Sun
Los hermanos Sun es una serie de televisión estadounidense de drama y comedia creada por Brad Falchuk y Byron Wu para la plataforma Netflix. Estrenada el 4 de enero de 2024, contó con las actuaciones de Michelle Yeoh, Justin Chien, Sam Song Li, Highdee Kuan y Joon Lee.

## Sinopsis
La vida del joven Bruce Sun da un vuelco cuando su hermano mayor Charles visita su hogar en Los Ángeles, California, procedente de Taipéi, Taiwán. Bruce, que no recuerda su pasado en oriente, pronto conocerá la profesión criminal de su familia. Tras un atentado que casi acaba con la vida de su padre, Charles debió trasladarse a Los Ángeles para mantener a salvo a su familia. Mientras tanto, Bruce descubre que su madre se mudó con él a California para construir una nueva vida alejada de su familia en Taipéi. Sin embargo, su esfuerzo resultó inútil, ya que Bruce tendrá que adaptarse a la vida de gánster de su familia.

## Reparto

### Principal
- Michelle Yeoh es Eileen Sun
- Justin Chien es Charles Sun, el hijo mayor de Eileen
- Sam Song Li es Bruce Sun, el hijo menor de Eileen
- Joon Lee es TK Lee, el mejor amigo de Bruce
- Highdee Kuan es Alexis Kong, fiscal y amiga de infancia de Charles

### Recurrente
- Alice Hewkin es June y May Song
- Jenny Yang es Xing
- Johnny Kou es Big Sun
- Jon Xue Zhang es Blood Boots
- Zhan Wang es Yuan
- Madison Hu es Grace
- Rodney To es Mark Rizal
- Ron Yuan es Frank Ma

## Episodios
| N.º | Título               | Dirigido por     | Escrito por                       | Fecha de emisión original |
| --- | -------------------- | ---------------- | --------------------------------- | ------------------------- |
| 1   | «Pilot»              | Kevin Tancharoen | Byron Wu & Brad Falchuk           | 4 de enero de 2024        |
| 2   | «Favor for a Favor»  | Kevin Tancharoen | Byron Wu                          | 4 de enero de 2024        |
| 3   | «Whatever You Want»  | Viet Nguyen      | Andrew Law                        | 4 de enero de 2024        |
| 4   | «Square»             | Kevin Tancharoen | Justin Calen-Chenn & Soojeong Son | 4 de enero de 2024        |
| 5   | «The Rolodex»        | Viet Nguyen      | Ally Seibert                      | 4 de enero de 2024        |
| 6   | «Country Boy»        | Viet Nguyen      | Amy Wang                          | 4 de enero de 2024        |
| 7   | «Gymkata»            | Kevin Tancharoen | Jason Ning                        | 4 de enero de 2024        |
| 8   | «Protect the Family» | Kevin Tancharoen | Brad Falchuk & Byron Wu           | 4 de enero de 2024        |

## Recepción
El sitio web de crítica Rotten Tomatoes registró un 84% de aprobación con una nota media de 6,4/10, basada en 29 reseñas de críticos. El consenso del sitio afirma: «Aunque la mezcla de brutalidad y dulzura de Los hermanos Sun a veces desvía su tono, la inspirada coreografía de los combates y un reparto estupendo sostienen este divertido asunto familiar». Metacritic, que utiliza una media ponderada, le asignó una puntuación de 61 sobre 100 basada en 17 críticas, lo que indica «críticas generalmente favorables».